# Anna Meyer, assistante de choc
Anna Meyer, assistante de choc est une série télévisée française en un seul épisode de 90 minutes diffusé le 18 octobre 2006 sur M6.

## Synopsis
Anna Meyer, assistante au SRPJ de Nice a beaucoup de mal à garder le nez dans ses dossiers, préférant s'intéresser aux enquêtes en cours. Elle profite de l'arrivée d'une nouvelle recrue, le lieutenant Markowicz, sensible au charme de la pétillante jeune femme, pour mener ses propres enquêtes.

## Distribution
- Marie Fugain : Anna Meyer
- Stomy Bugsy : lieutenant David Markowicz
- Philippe Ambrosini : Andreoni
- Stéphane Boucher : Capitaine Boudard
- Jean-Yves Chatelais : Thévenet
- Patrice Valota : Pierre Meyer
- Léo Colin : Hugo Meyer
- Marie Riva : Lydie
- Clément Vieu : Martin
- Alessandro Carmeci : Kader
- Valérie Sibilia : Eve Barbier
- Marie-Lorna Vaconsin : Alexia Perez

## Épisodes
1. Pilote